# Patrick Friou
Patrick Friou (Saintes, 8 gennaio 1955) è un ciclista su strada francese.

## Carriera
Dilettante, è membro del Vélo-Club Saintais. Professionista dal 1978 al 1982, ha vinto il Bretagne Classic Ouest-France  nel 1980. 

## Palmarès
- 1979

4a tappa Tour du Limousine
- 1980

Bretagne Classic Ouest France

## Piazzamenti

### Grandi Giri
- Vuelta a Espana

1979: 41°